# Zodarion rudyi
Zodarion rudyi là một loài nhện trong họ Zodariidae.
Loài này thuộc chi Zodarion. Zodarion rudyi được Robert Bosmans miêu tả năm 1994.